# Käseburger Sieltief
Das Käseburger Sieltief (auch: Oldenbroker Sieltief) ist ein Wasserlauf im niedersächsischen Landkreis Wesermarsch. Es handelt sich um ein Tief, das der Entwässerung des überwiegend moorigen Gebietes dient.

## Verlauf
Der etwa 20 km lange Wasserlauf fließt in der Gemeinde Ovelgönne und der Stadt Brake. Er entsteht 500 m nördlich der Bauerschaft Moorseite durch den Zusammenfluss mehrerer Gräben. Von hier fließt er in südöstlicher Richtung durch den Ort Großenmeer, dann weiter in östliche Richtung, unterquert südlich von Brake die Bundesstraße 212 und mündet schließlich im Braker Ortsteil Käseburg in die Weser.

## Schutzstatus
Ein Teil des Käseburger Sieltiefs liegt im Landschaftsschutzgebiet „Teichfledermausgewässer bei Oberhammelwarden und Lienen“, das wiederum Bestandteil des FFH-Gebietes „Teichfledermaus-Gewässer im Raum Bremerhaven/Bremen“ ist.

## Weblink
- Wasserkörperdatenblatt Käseburger Sieltief, abgerufen am 22. Februar 2020